# Sisyrinchium gratissimum
Sisyrinchium gratissimum är en irisväxtart som beskrevs av Pierfelice Ravenna. Sisyrinchium gratissimum ingår i släktet gräsliljor, och familjen irisväxter. Inga underarter finns listade i Catalogue of Life.